# Felix de Muelenaere

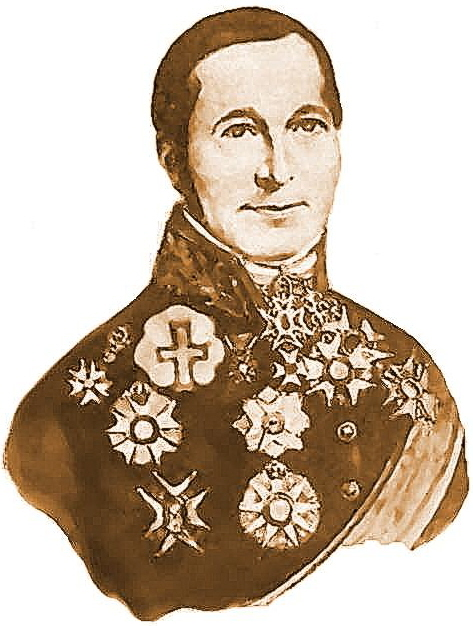
Felix de Muelenaere

Felix Amandus de Muelenaere (* 5. April 1793 in Pittem; † 5. August 1862 in Pittem) war ein belgischer Staatsmann. Er war der dritte Premierminister von Belgien.
Muelenaere studierte zunächst Rechtswissenschaft an der Universität Brüssel, arbeitete anschließend als Rechtsanwalt in Brügge und wurde dort 1820 königlicher Generalprokurator. Von 1824 bis 1829 war er Abgeordneter der zweiten Kammer der Generalstaaten des Vereinigten Königreichs der Niederlande und galt bald als einer der ausgezeichnetsten Redner der Opposition gegen die Politik König Wilhelms I.  Seine Neuwahl 1829 wurde von der Regierung hintertrieben.
Nach dem Ausbruch der belgischen Revolution im September 1830 wurde Muelenaere zum Mitglied des Nationalkongresses und bald darauf von der provisorischen Regierung zum Gouverneur von Westflandern ernannt. Im Juli 1831 unterstützte er Lebeau in dessen Eintreten für die Annahme des Vertrags der 18 Artikel. Er war auch Mitglied der Delegation, die dem Prinzen Leopold von Sachsen-Coburg die belgische Krone anbot. Am 21. Juli 1831 wurde er Premier- sowie Außenminister. Er setzte sich für die Ratifikation des auf der Londoner Konferenz ausgearbeiteten Vertrags der 24 Artikel ein. Am 20. Oktober 1832 trat er von seinen Ämtern zurück.
Vom August 1834 bis Dezember 1836 amtierte Muelenaere wieder als Außenminister. Danach wurde er in den Grafenstand erhoben und abermals Gouverneur von Westflandern, welches letztere Amt er bis 1849 bekleidete. 1841 fungierte er zum dritten Mal als Außenminister. Auch blieb er fortwährend Mitglied der Repräsentantenkammer, wo er mit der katholischen Partei stimmte. 1862 starb er im Alter von 69 Jahren.